# Cotesia chinensis
Cotesia chinensis är en stekelart som först beskrevs av Wilkinson 1930.  Cotesia chinensis ingår i släktet Cotesia och familjen bracksteklar. Inga underarter finns listade i Catalogue of Life.